# 서울대벤처타운역
서울대벤처타운역(Seoul National Univeristy Venture Town Station)은 서울특별시 관악구 신림동에 있는 서울 경전철 신림선의 역이다.

## 역사
- 2021년 9월 16일: 서울대벤처타운역으로 역명 확정.[1]
- 2022년 5월 28일: 개통

## 역 구조
2면 2선 상대식 승강장으로 건설됐으며, 승강장은 스크린도어가 설치가 됐다.

### 승강장
| 서원 ↑   |
| \| 상    |
| ↓ 관악산 |

| 상 | ● 서울 경전철 신림선 | 신림·보라매·대방·샛강 방면 |
| 하 | ● 서울 경전철 신림선 | 관악산 방면                |

## 역 주변
- 신림3교
- 동방1교
- 삼성동시장
- 신신림시장
- 동방종합시장
- 서울신성초등학교
- 미림여자고등학교
- 미림여자정보과학고등학교
- 호암로
- 버거킹 신림미림여고입구
- 농협 신림지점
- KB국민은행 신림남부지점
- 관악산지구대
- 신림뉴타운 (예정)[2]

## 인접한 역
| 서울 경전철 신림선  | 서울 경전철 신림선   | 서울 경전철 신림선 |
| ------------------- | -------------------- | ------------------ |
| S409 서원 샛강 방면 | ● 서울 경전철 신림선 | S411 관악산 방면   |

## 역명 문제
2021년 5월 20일, 역명을 두고 관악구청과 관악구민 간의 갈등으로 역명 선정이 연기되었다. 서울특별시는 관악구청이 원하는 '서울대벤처타운'을 반려하고 옛 마을 이름인 '원신림'을 추진하고 나섰다. 2021년 9월 7일, 제3차 서울시 지명위원회는 7글자 역명으로 정했다.